# For the Masses
For The Masses é um álbum de tributo, de 1998, aos Depeche Mode, especificamente, às obras de Martin Gore; O facto de não ter músicas escritas por Vince Clarke ou por Alan Wilder, não foi uma coincidência. A capa do álbum e o título foram inspirados por Music for the Masses, um álbum de 1987 dos Depeche Mode.
O projeto foi iniciado por membros da banda God Lives Underwater, David Reilly em particular, e apresenta um vasto leque de bandas como The Cure, Smashing Pumpkins, Deftones, Rammstein, e Meat Beat Manifesto. Os Foo Fighters e Marilyn Manson queriam participar no projecto, mas o calendário impediu-o. Manson, que pretendia fazer um cover de "Personal Jesus", concebeu-o, finalmente, para o seu álbum Greatest Hits em 2004.
O álbum tributo tem considerável aceitação pelos mídia e pela banda. Billy Corgan dos Smashing Pumpkins gravou a canção "Never Let Me Down Again" com Depeche Mode no KROQ Acoustic Christmas em 1998. O "World in My Eyes", regravação dos The Cure também aparece no álbum Join the Dots.

## Faixas
1. "Never Let Me Down Again" by The Smashing Pumpkins – 4:01
2. "Fly on the Windscreen" by God Lives Underwater – 5:22
3. "Enjoy the Silence" by Failure – 4:20
4. "World in My Eyes" by The Cure – 4:51
5. "Policy of Truth" by Dishwalla – 3:45
6. "Somebody" by Veruca Salt – 4:05
7. "Everything Counts" by Meat Beat Manifesto – 5:24
8. "Shake the Disease" by Hooverphonic – 3:59
9. "Master and Servant" by Locust – 3:40
10. "Shame" by Self – 4:12
11. "Black Celebration" by Monster Magnet – 4:16
12. "Waiting for the Night" by Rabbit in the Moon – 7:34
13. "I Feel You" by Apollo Four Forty – 5:21
14. "Monument" by GusGus – 5:21
15. "To Have and to Hold" by Deftones – 2:53
16. "Stripped" by Rammstein – 4:44

Todas as músicas escritas por Martin Gore.